# 黄毛润楠
黄毛润楠（学名：Machilus chrysotricha）为樟科润楠属下的一个种。